# Niederhausen an der Appel
Niederhausen an der Appel település Németországban, Rajna-vidék-Pfalz tartományban. Lakosainak száma 230 fő (2023. december 31.).

## Népesség
A település népességének változása:
| Lakosok száma | 322  | 232  | 233  | 238  | 226  | 228  | 230  |
|               | 1975 | 2014 | 2017 | 2019 | 2021 | 2022 | 2023 |